# Wetabua
Wetabua is een bestuurslaag in het regentschap Alor van de provincie Oost-Nusa Tenggara, Indonesië. Wetabua telt 2271 inwoners (volkstelling 2010).